# Kate Shortman
Kate Elizabeth Shortman (Bristol, 19 november 2001) is een Britse synchroonzwemmer en de meest succesvolle in de geschiedenis van haar land. Samen met haar partner Isabelle Thorpe won ze de zilveren medaille op de Olympische Zomerspelen van 2024 in het duet, de eerste medaille voor Groot-Brittannië in deze sport. Sinds 2016 vertegenwoordigt ze Groot-Brittannië op internationale toernooien, samen met haar duetpartner Isabelle Thorpe won zij meerdere medailles op verschillende kampioenschappen.

## Erkenning
In 2024 werden twee verpleegsterhaaien in het Sea Life London Aquarium naar Kate Shortman en Isabelle Thorpe vernoemd.

## Palmares

### Solo technische routine
- 2018: 9e EK – 82,7030 punten
- 2019: 10e WK – 83,4981 punten
- 2022: 5e EK – 85,0690 punten
- 2023: 12e WK – 192,0267 punten

### Solo vrije routine
- 2017: 12e WK – 83,4667 punten
- 2018: 9e EK – 84,7333 punten
- 2019: 11e WK – 84,6000 punten
- 2021: 6e EK – 86,0000 punten
- 2022: 7e WK – 83,8324 punten
- 2023:  WK – 219,9542 punten

### Duet technische routine
- 2018: 10e EK – 80,2820 punten met Thorpe
- 2019: 14e WK – 83,8188 punten met Thorpe
- 2021: 9e EK – 84,9244 punten met Thorpe
- 2022: 9e WK – 84,8081 punten met Thorpe
- 2022: 7e EK – 14,0200 punten met Thorpe
- 2023: 5e ES – 242,9967 punten met Thorpe
- 2023: 8e WK – 228,3801 punten met Thorpe
- 2024:  WK – 259,560 punten met Thorpe

### Duet vrije routine
- 2017: 16e WK – 82,5667 punten met Thorpe
- 2018: 10e EK – 82,0000 punten met Thorpe
- 2019: 14e WK – 83,8000 punten met Thorpe
- 2021: 9e EK – 85,8000 punten met Thorpe
- 2022: 11e WK – 84,9000 punten met Thorpe
- 2022: 6e EK – 14,0900 punten met Thorpe
- 2023:  ES – 223,5084 punten met Thorpe
- 2023: 5e WK – 226,4834 punten met Thorpe
- 2024:  WK – 247,2626 punten met Thorpe

### Duet technische en vrije routine
- 2021: 7e OS kwal. – 170,9562 punten met Thorpe
- 2021: 14e OS – 169,8881 punten met Thorpe
- 2024:  OS – 558,5367 punten met Thorpe

### Team technische routine
- 2016: 8e EK – 76,9850 punten
- 2018: 7e EK – 78,0072 punten
- 2022: 6e EK – 13,3400 punten

### Team vrije routine
- 2016: 8e EK – 79,0000 punten
- 2018: 9e EK – 78,0072 punten
- 2022: 4e EK – 14,0500 punten

### Team technische en vrije routine
- 2018: 7e EK – 81,3667 punten